# Dąbrowa II (gromada)
Dąbrowa II (10 III 1961 – 31 XII 1972 Dąbrowa nad Czarną) – dawna gromada, czyli najmniejsza jednostka podziału terytorialnego Polskiej Rzeczypospolitej Ludowej w latach 1954–1972.
Gromady, z gromadzkimi radami narodowymi (GRN) jako organami władzy najniższego stopnia na wsi, funkcjonowały od reformy reorganizującej administrację wiejską przeprowadzonej jesienią 1954 do momentu ich zniesienia z dniem 1 stycznia 1973, tym samym wypierając organizację gminną w latach 1954–1972.
Gromadę Dąbrowa II z siedzibą GRN w Dąbrowie utworzono – jako jedną z 8759 gromad na obszarze Polski – w powiecie opoczyńskim w woj. kieleckim, na mocy uchwały nr 13g/54 WRN w Kielcach z dnia 29 września 1954. W skład jednostki weszły obszary dotychczasowych gromad Dąbrowa, Włodzimierzów-Dąbrowa, Jaskonek i Taraska ze zniesionej gminy Radonia oraz Kotuszów, Dębowa Góra, Dębowa Góra kolonia, Ostrów i Kamocka Wola ze zniesionej gminy Niewierszyn w tymże powiecie (identyfikatora "II" użyto w celu odróżnienia jednostki od gromady Dąbrowa I w tymże powiecie). Dla gromady ustalono 18 członków gromadzkiej rady narodowej.
31 grudnia 1959 do gromady Dąbrowa II przyłączono wsie Borowiec i Poręba, kolonie Borowiec i Kotuszów A oraz osady Borowiec i Zacisze ze zniesionej gromady Rożenek.
Uchwałą Nr 16/61 z 22 czerwca 1961 z mocą wsteczną od 10 marca 1961 nazwę gromady Dąbrowa II z siedzibą w Dąbrowie zmieniono na gromada Dąbrowa nad Czarną z siedzibą w Dąbrowie nad Czarną.
Gromada przetrwała do końca 1972 roku, czyli do kolejnej reformy gminnej.